# Sebastian Spreng
Sebastian Spreng (Esperanza, 6 aprile 1956) è un pittore e artista contemporaneo argentino-americano.

## Biografia
Nato a Esperanza in Argentina discendenti tedesco, è un artista autodidatta (pittore, illustratore, scenografo) e giornalista musicale nativo di Esperanza, il primo formalmente organizzato delle colonie agricole in Argentina, formata da 200 famiglie di immigrati provenienti da Svizzera, Germania, Francia e Lussemburgo, che è arrivato nel 1856.
Ha trascorso la sua infanzia a Esperanza e la campagna in Argentina (La Pampa), e la costa atlantica, a Mar del Plata e dopo a Buenos Aires nel 1973. A 17 anni, le sue opere sono state esposte a Buenos Aires in un gruppo di artisti provenienti da Esperanza. L'anno successivo ha avuto la sua prima mostra alla Galleria Martina Cespedes, nel quartiere San Telmo di Buenos Aires.
Dall'inizio degli anni ottanta vivono a Miami (Florida), incorporando nel suo lavoro la figura autobiografica di un nuotatore solitario. A Miami (Florida) - dove vive e lavora oggi - ed è stata una presenza fondamentale nella scena artistica in Florida da allora.  Dal suo arrivo in Florida, aveva mostre personali e di gruppo in Boston, Seattle, Atlanta, Toronto, Caracas, Düsseldorf, Essen, Monaco di Baviera, Osaka, Tokyo, Panama, Italia, Buenos Aires, Sarasota, Key West e naturalmente Miami e Coral Gables.

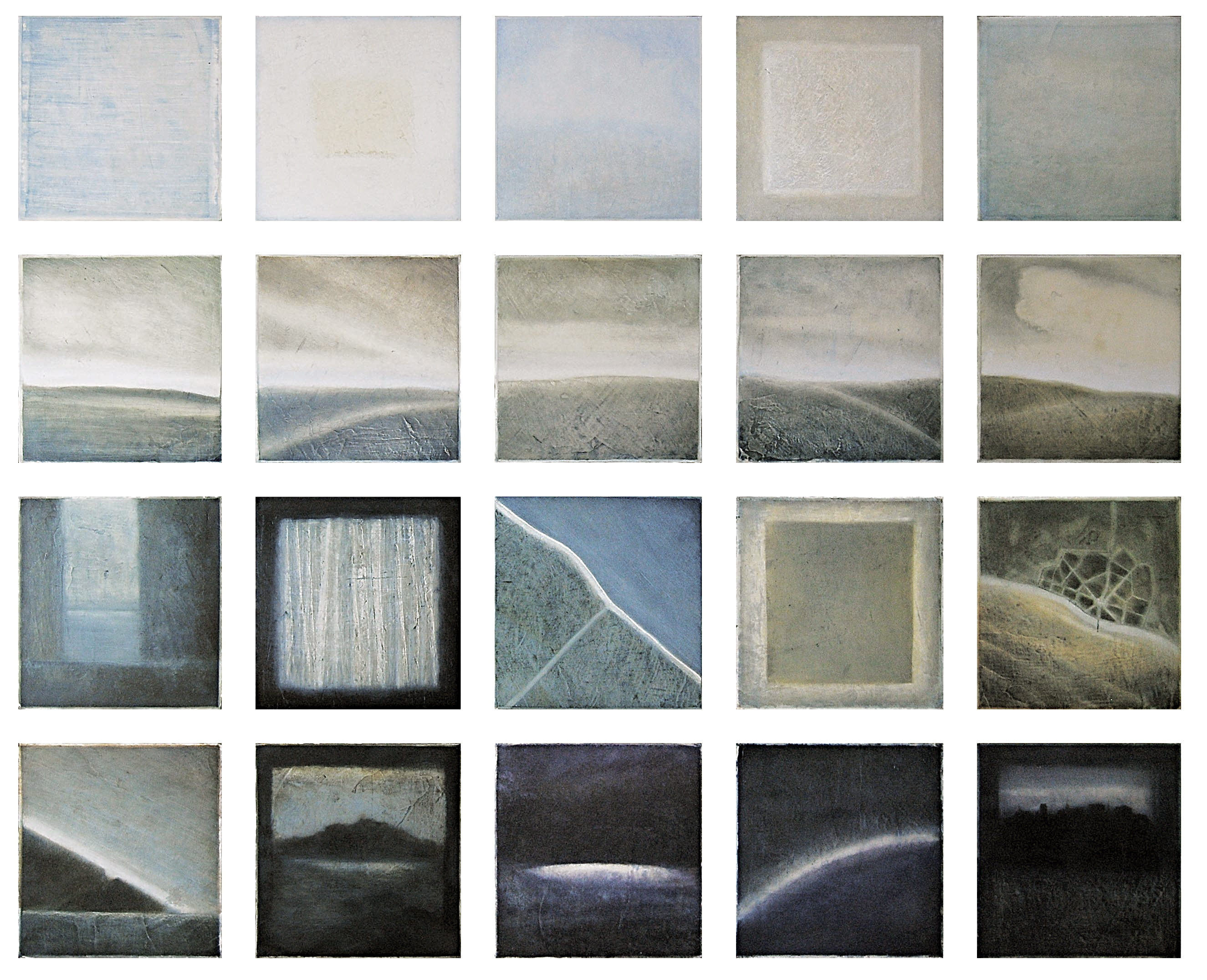
Delicate Balance

I premi includono il Concorso Hortt al Museum of Art Fort Lauderdale e il 1995 Personal Achievement Award dalla Muscular Dystrophy Association per lo Stato della Florida.  Nel 1994, fu commissionato dalla Metro-Dade Arte in luoghi pubblici per creare una mostra permanente presso il Miami-Dade Government Center: Il Nonet serie per il lungo viaggio.
Carol Damian, direttore di Frost Art Museum at Florida International University ha scritto: Sebastian Spreng è un moderno romantico che è appassionato di musica come lui è di fare pittura. Egli è molto rispettato sia come artista e critico musicale, e si può scrivere come eloquentemente come lui può dipingere. Anche se la musica deve comunicare la sua creatività come un pittore, egli raramente combina apertamente i due.  ...Dipinti dimostrano l'essenza della semplicità, astrazioni visivo della forma e del colore, tuttavia, su di un attento esame è del tutto evidente che, tecnicamente, ma non sono affatto semplici. ..Sull'orlo di astrazione totale, sono saturi di un ambiente pervasivo che brilla di mistero. Esse permettono momenti di introspezione e spettatore uno sguardo nel passato.
Le sue opere sono state incluse presso l'Università di Miami - Lowe Art Museum in mostra Paradise Lost - a Miami-Dade Public Library System e la mostra di artisti latino-americani della Florida a Palazzo mediceo di Seravezza, Toscana, 2002.
Nel 1998 e nel 2004, da Christie's di New York, tra altri maestri di America Latina e il suo nome è stato incluso nel libro Leonard's Price Index Latin American Art at Auction di Susan Theran. 
Nel 2009, l'opera Daphne è stato selezionato per il libro Speak for the Trees, lungo 70 di altri artisti come David Hockney, Christo, April Gornik, Yōko Ono, Julie Heffernan, Robert Longo, Mark Ryden, i Fratelli Starn, ecc.
La musica è presente nella sua opera ed il suo ensemble si basano su strutture musicali come per esempio Liederkreis Opus I e II, Ring paesaggi su Der Ring des Nibelungen di Wagner, Sinfonietta, Impromptus, Musica da camera e Reverberations.  Anche selezionato come copertura illustrazioni per la Florida Philharmonic Orchestra, la New World Symphony Orchestra, la Florida Grand Opera e, come copertine di CD in registrazioni, tra gli altri, il compositore Henryk Górecki, Ildebrando Pizzetti e il Premio Grammy Da Pacem con opere di Arvo Pärt per Harmonia Mundi.
La sua carriera come giornalista musicale ha iniziato come corrispondente estero per Clásica Argentina (1988). Nel corso degli ultimi venti anni come giornalista e critico musicale, ha intervistato il compositore Luciano Berio, direttore d'orchestra Michael Tilson Thomas, i cantanti Montserrat Caballé, Renata Scotto, Thomas Hampson, Barbara Hendricks, Thomas Stewart, Anne Sofie von Otter e Deborah Voigt, il pianista Evgeny Kissin e violoncellista Sol Gabetta, violinisti Joshua Bell, Gil Shaham e Pinchas Zukerman.